# Mechilta
Die Mechilta oder Mekhilta (aram. מכילתא) ist ein halachischer Midrasch zum 2. Buch Mose (hebr. Sefer Schemot).

## Beschreibung
Als Endredaktor wird Rabbi Jischmael ben Elischa angegeben.
Zu den Mekhilta gehören:
- Die Mekhilta des Rabbi Jischmael über das Buch Exodus
- Die Mekhilta von Rabbi Schimon ben Jochai über das Buch Exodus
- Die Mekhilta le-Sefer Devarim über das Buch Deuteronomium.

Die Mechilta zählt zu den Hauptwerken des halachischen Midrasch. In Wirklichkeit aber enthält sie mehr aggadische als halachische Bestandteile.
Das Wort Mechilta („Auslegungsnorm“) kommt aus dem Aramäischen und bedeutet so viel wie das hebräische Midda (מדה „Maß“, „Norm“).
Die Mechilta beginnt mit dem 12. Kapitel des Exodus (hebräisch שְׁמוֹת schemot) und reicht bis zum Schluss der Hauptgesetze des Exodus (Ex 23,19 ; Nachtrag zu Ex 31,12–17 ; Ex 34,1–3 ); sie ist in 9 Abschnitte mit 79 Kapiteln gegliedert.
Diese Mekhilta de Rabbi Jischmael wird auch die Mekhilta schlechthin genannt.
Daneben gibt es noch die Schimon ben Jochai zugeschriebene Mekhilta de Rabbi Schimon, die auch Mekhilta Acheret („andere Mekhilta“) genannt wird.
Sie wurde von Nachmanides und überhaupt im Mittelalter oft zitiert (bis ins 16. Jahrhundert), aber es gab keine geschlossene Buchform von ihr, und sie galt deshalb als verloren (kritische Ausgabe später entdeckter Geniza-Fragmente herausgegeben durch Ezra Zion Melamed, Jerusalem 1955, basierend auf Vorarbeiten von Jacob Nahum Epstein).
Schließlich gibt es noch ein als Mekhilta de Sanija („Mekhilta vom Dornbusch“) bezeichnetes Werk, das Rabbi Akiba zugeschrieben wird.

## Ausgaben
- Erstdruck Konstantinopel 1515 (nachgedruckt und verbessert Venedig 1545)
- Jacob Z. Lauterbach: Mekilta de Rabbi Ishmael: A Critical Edition on the Basis of the MSS and Early Editions with an English Translation, Introduction and Notes. Philadelphia 1933 ff.

## Übersetzungen
- Jakob Winter, August Wünsche: Mechiltha. Ein tannaitischer Midrasch zu Exodus. Hinrichs, Leipzig 1909. Online-Ressource
- Günter Stemberger (Hrsg.): Mekhilta de-Rabbi Jishma'el. Ein früher Midrasch zum Buch Exodus. Verlag der Weltreligionen, Berlin 2010, ISBN 978-3-458-70027-2